# Sofía Almeida
Sofía  Yvette Almeida Fuentes es una ingeniera en ciencias empresariales y política ecuatoriana. Fue presidenta del Consejo de Participación Ciudadana y Control Social, entre octubre de 2020 y febrero de 2022.

## Biografía
Nació en Guayaquil, estudió en la Universidad de Especialidades Espíritu Santo la carrera de Ciencias Empresariales. Realizó una maestría en Administración de Empresas en la Universidad Católica Santiago de Guayaquil. Trabajó en la Contraloría General del Estado de Ecuador por un espacio alrededor de 11 años.

### Presidenta del CPCCS
Fue escogida como miembro del Consejo de Participación Ciudadana y Control Social de Ecuador durante las elecciones seccionales de Ecuador de 2019. Tras la destitución de cuatro consejeros en agosto de 2019, el pleno del consejo resolvió designar a Almeida como la nueva vicepresidenta con seis votos a favor y una abstención. En 2020, tras la remoción de la segunda persona ostentar el cargo de presidente, por ley asumió la presidencia desde el mes de octubre de 2020, tras la notificación oficial de la Asamblea Nacional. Fue destituida como presidenta el 9 de febrero de 2022.

## Sucesión
| Predecesor: Christian Cruz Larrea | Presidenta del Consejo de Participación Ciudadana y Control Social 16 de octubre de 2020-9 de febrero del 2022 | Sucesor: Hernán Ulloa Ordóñez |